# Sawgrass Mills
Le Sawgrass Mills est un centre commercial situé à côté du BB&T Center, à Sunrise, dans la banlieue de Fort Lauderdale, en Floride. Il fut inauguré en 1990 et c'est le quatrième plus grand centre commercial des États-Unis puis le plus grand en Floride, avec 232 540 mètres carrés de surface de vente et 1 étage. Le Sawgrass Mills est actionné par Mills Corporation, il y a plus de 300 magasins dans le centre commercial dont Off 5th Saks Fifth Avenue Outlet, Neiman Marcus, J.C. Penney Outlet, Wannado City, et beaucoup d'autres.
Le 4 mars 2006, the Colonnade Outlets at Sawgrass avec des nouveaux magasins de luxe ouvrit ses portes, ce qui a agrandi le centre commercial.

## Magasins
Le Sawgrass Mills a plus de 300 magasins comme :
- Adidas (1 040 m²)
- Super Target (16 102 m²)
- JCPenney Outlet Store (9 900 m²)
- Bed Bath & Beyond (7 316 m², 7 377 m² avec 61 m² mezzanine)
- Wannado City (9 998 m²)
- Last Call Neiman-Marcus (4 101 m²)
- Marshalls (7 185 m²)
- VF Factory Outlet (7 009 m²)
- Burlington Coat Factory (10 342 m²)
- Brandsmart USA (7 203 m²)
- American Signature Furniture (4 995 m²)
- Sports Authority (4 428 m²)
- Rainforest Cafe (1 886 m²)
- Books-A-Million (1 858 m²)
- Off 5th Saks Fifth Avenue (4 239 m²)
- Gap, Inc. Outlet (2 615 m²)
- Nike (2 333 m²)
- TJ Maxx (3 525 m²)
- FYE (1 876 m²)
- Beall's Outlet (2 105 m²)